# Магічні двері
«Магічні двері» (англ. The Portable Door) — австралійський фільм режисера Джеффрі Вокера з Крістофом Вальцем, Семом Нілом, Патріком Гібсоном, Софі Вайлд і Мірандою Отто в головних ролях. Екранізація фентезійної книги британського письменника Тома Холта «Магічні двері». Фільм спродюсований Бланкою Лістою і Тоддом Феллманом спільно з The Jim Henson Company і Story Bridge Films, фільм став доступний у Великобританії на каналі Sky Cinema з 7 квітня 2023.

## Синопсис
У центрі сюжету фільму Пол Карпентер (Гібсон) та Софі Петтінґель (Вайлд), скромні стажери, які починають працювати в таємничій лондонській фірмі JW Wells & Co. і дедалі більше усвідомлюють, що роботодавці не зовсім звичайні. Харизматичні лиходії Хамфрі Веллс (Вальц), генеральний директор компанії, і менеджер середньої ланки Денніс Таннер (Ніл) руйнують світ магії, привносячи сучасну корпоративну стратегію в давні магічні практики, а Пол і Софі дізнаються справжні плани величезної корпорації.

## В ролях
- Крістоф Вальц у ролі Хамфрі Веллса
- Сем Ніл, у ролі Денніс Таннер
- Патрік Гібсон у ролі Пола Карпентера
- Софі Вайлд у ролі Софі Пентігель
- Міранда Отто в ролі графині Джуді
- Рейчел Хаус у ролі Нієнке Ван Спі
- Джессіка Де Гау у ролі Розі Таннер
- Кріс Пенг, у ролі Казимира
- Деймон Херріман у ролі Монті Сміт-Грегга
- Крістофер Соммерс у ролі Артура Таннера

## Виробництво
У 2013 році до розробки проекту приступили The Jim Henson Company і Story Bridge Films. У лютому 2020 року було оголошено, що Джеффрі Вокер очолить адаптацію першої книги з семичастинної саги Тома Холта за сценарієм, написаним Леоном Фордом, з Крістофом Вальцем і Гаєм Пірсом у головних ролях. Бланка Ліста продюсує від імені The Jim Henson Company, а Тодд Феллман продюсує з боку Story Bridge Films. У травні 2021 року був оголошений акторський склад, до якого увійшли Крістоф Вальц, Сем Ніл, Патрік Гібсон, Софі Вайлд і Міранда Отто, а виробництво мало розпочатися в Pinnacle Studios в Голд-Кост, штат Квінсленд, Австралія.

## Трансляція
У червні 2021 року було оголошено, що в кінотеатрах Австралії фільм покаже Madman Entertainment, а у Великій Британії, Ірландії, Німеччині та Італії показом займеться Sky Original. У лютому 2023 року було оголошено, що фільм буде доступний у Сполученому Королівстві на Sky Cinema, в Австралії на Stan і в Сполучених Штатах як оригінальний фільм MGM + з 7 квітня 2023.